# Świeca roratna
Świeca roratna, roratka, przest. roratnica, pot. świeca roratnia – świeca adwentowa umieszczana i palona w świątyniach w czasie mszy roratnych zgodnie z tradycją Kościoła katolickiego.
Świeca jest koloru białego, bądź jasnożółtego. Przewiązuje się ją białą lub niebieską wstążką i dekoruje zielenią (przeważnie mirtem). W kościołach umieszcza się ją obok ołtarza. Natomiast w domu stawia się ją na ołtarzyku domowym i najczęściej umieszcza obok figurki lub obrazu Matki Bożej. Zapala się ją w czasie wieczornic i modlitw porannych.
Świeca roratna stanowi symbol Maryi, która w czasie adwentu „niesie w łonie” Chrystusa, określanego mianem „prawdziwej światłości”.